# Esther Williams
Esther Jane Williams (Inglewood, 8 de agosto de 1921 — Beverly Hills, 6 de junho de 2013) foi uma nadadora e atriz estadunidense.

## Biografia
Esther Jane Williams, nasceu em Inglewood, Califórnia. Filha mais nova de uma família pobre de cinco filhos. Esther começou a nadar desde criança em piscina pública de sua cidade.
Antes de entrar para o cinema, Williams, entusiasta de natação, foi campeã do esporte na Feira Mundial de San Francisco (EUA). Além disso, cursou a Universidade da Carolina do Sul e foi modelo profissional.
Especialista em natação sincronizada, teria participado nos Jogos Olímpicos de Helsínquia de 1940 caso estes se tivessem realizado, o que não aconteceu devido ao eclodir da Segunda Guerra Mundial. Acabado o sonho olímpico, Esther Williams acabaria por se decidir pelo mundo do espetáculo, e começou a realizar apresentações com o também nadador Johnny Weissmüller, famoso pelos seus êxitos olímpicos e pelos seus filmes como Tarzan.
Foi nesse contexto que em 1940 foi descoberta pela Metro-Goldwyn-Mayer, produtora com a qual assinou contrato. Ao lado de Mickey Rooney no filme Andy Hardy’s Double Life estreou no cinema aos 20 anos de idade, e em 1944 ao atuar em Escola de Sereias (Bathing Beauty) ao lado de Red Skelton, alcançou finalmente o estrelato, passando a figurar entre as grandes atrizes da MGM.
Divorciada, em 1944, do Dr. Leonard Kouner (com quem havia se casado no ano anterior) voltou a se casar no ano seguinte com o ator Ben Gage, de quem também se divorciou. Teve três filhos e também foi casada com o ator Fernando Lamas, o latin lover do cinema americano.
Foi eleita uma das estrelas de maior público em 1950, além de ser considerada a Sereia de Hollywood e a rainha dos filmes musicais dos estúdios MGM, invariavelmente em espetáculos aquáticos.
Em 1952, Esther estreou um dos seus maiores sucessos de bilheteria, A Rainha do Mar (Million Dollar Mermaid), uma história real na qual a atriz vivia o papel da própria Annette Kellerman.
Como muitas outras grandes estrelas da época dourada de Hollywood, a maturidade de Esther também não foi muito feliz, principalmente quando o seu casamento com o ex-galã latino Fernando Lamas começou a se desmanchar. Em dezembro de 1974, aos 51 anos de idade, foi presa por estar dirigindo embriagada. Foi solta após duas horas depois que o marido pagou a sua fiança.
Na noite de 6 de junho de 2013 em Los Angeles, Esther Williams faleceu durante a noite, enquanto dormia, aos 91 anos de idade.

## Filmografia
- That's Entertainment! III (1994)
- Magic Fountain (1963)
- The Big Show (1961)
- Raw Wind in Eden (1958)
- The Unguarded Moment (1956)
- Jupiter's Darling (1955)
- Easy to Love (1953)
- Dangerous When Wet (1953)
- Million Dollar Mermaid (1952)
- Skirts Ahoy! (1952)
- Texas Carnival (1951)
- Callaway Went Thataway (1951)
- Pagan Love Song (1950)
- Duchess of Idaho (1950)
- Neptune's Daughter (1949)

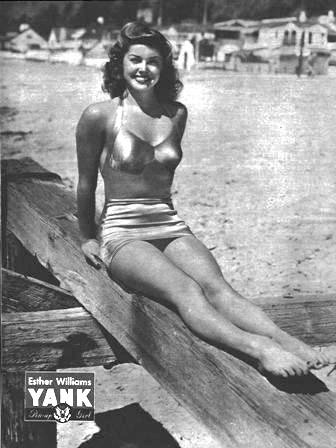
Esther Williams (1945)

- Take Me Out to the Ball Game (1949)
- On an Island with You (1948)
- This Time for Keeps (1947)
- Fiesta (1947)
- Till the Clouds Roll By (1946)
- Easy to Wed (1946)
- The Hoodlum Saint (1946)
- Ziegfeld Follies (1946)
- Thrill of a Romance (1945)
- Bathing Beauty (1944)
- A Guy Named Joe (1943)
- Andy Hardy's Double Life (1942)
- Inflation (1942)